# Helen Delich Bentley

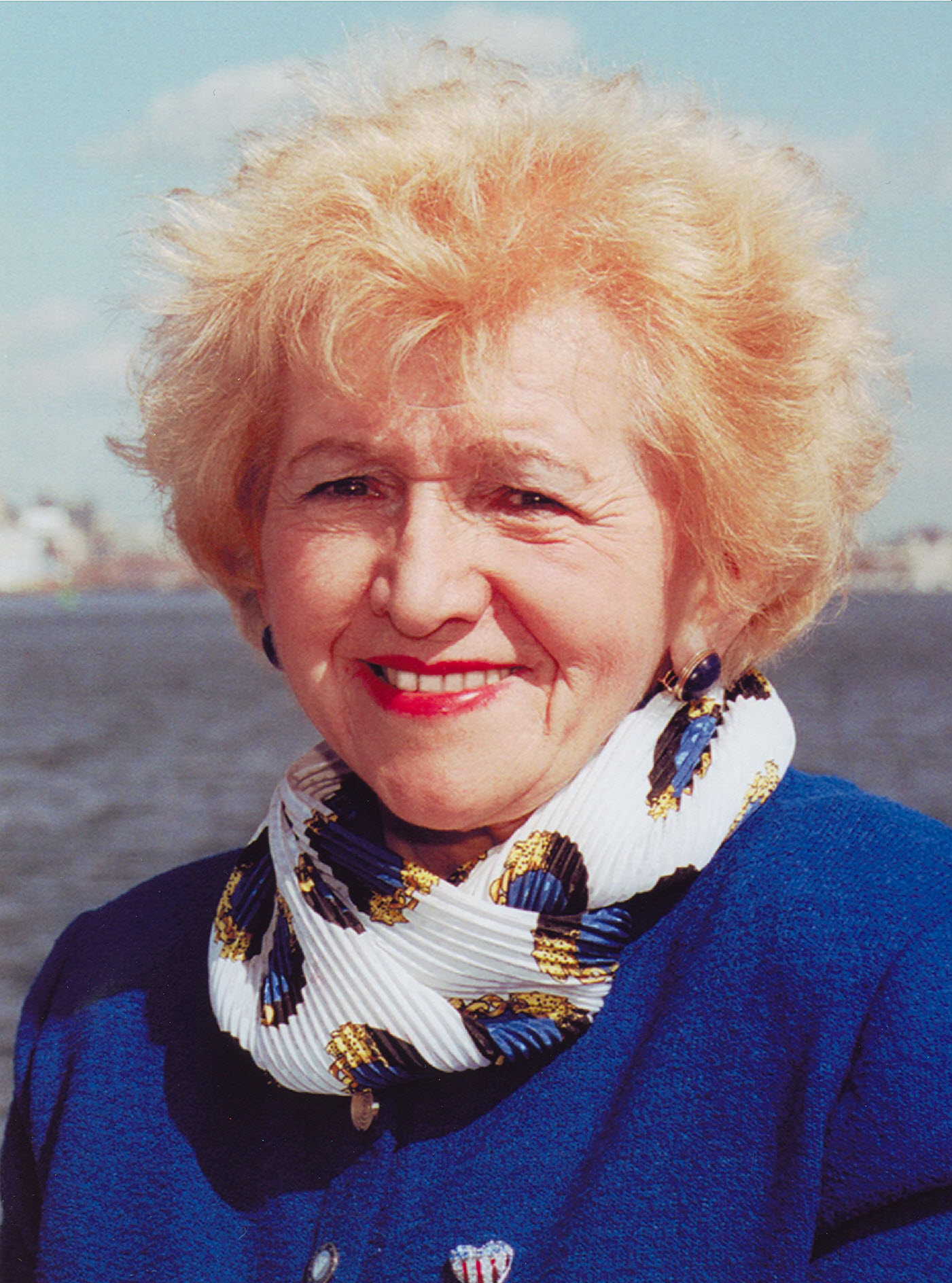
Helen Delich Bentley

Helen Delich Bentley (* 28. November 1923 in Ruth, Nevada; † 6. August 2016 in Timonium, Maryland) war eine US-amerikanische Politikerin. Zwischen 1985 und 1995 vertrat sie den Bundesstaat Maryland im US-Repräsentantenhaus.

## Werdegang
Helen Bentley studierte an der University of Nevada und der Georgetown University in Washington, D.C. sowie bis 1944 an der University of Missouri. Danach arbeitete sie als Journalistin und Fernsehproduzentin. Zwischen 1969 und 1975 war sie Vorsitzende der Federal Maritime Commission. Damals war sie auch als internationale Geschäftsberaterin tätig. Gleichzeitig schlug sie als Mitglied der Republikanischen Partei eine politische Laufbahn ein. In den Jahren 1980 und 1982 kandidierte sie jeweils noch erfolglos für das US-Repräsentantenhaus.
Bei den Kongresswahlen des Jahres 1984 wurde Bentley dann aber im zweiten Wahlbezirk von Maryland in das US-Repräsentantenhaus in Washington gewählt, wo sie am 3. Januar 1985 die Nachfolge von Clarence Long antrat. Nach vier Wiederwahlen konnte sie bis zum 3. Januar 1995 fünf Legislaturperioden im Kongress absolvieren. 1994 verzichtete sie auf eine weitere Kandidatur; stattdessen strebte sie ohne Erfolg die Nominierung ihrer Partei für die anstehenden Gouverneurswahlen an.
Im Jahr 2002 scheiterte sie mit einer erneuten Kongresskandidatur. Seither war sie als Geschäftsfrau und Lobbyistin tätig. Sie war Vorstandsvorsitzende der Helen Delich Bentley & Associates, Inc.
Helen Bentley war mit dem im Jahre 2003 verstorbenen William Roy Bentley verheiratet. Das Paar hatte keine Kinder.